# أميرة النجدي
أميرة النجدي (8 فبراير 1993 -)، ممثلة مصرية تعيش في الكويت. دخلت للفن كهواية عام 2013 وشاركت بالعديد من المسلسلات والحملات الإعلانية.

## أعمالها

### من المسلسلات
- صديقات العمر.
- الواجهة.
- ريحانة.
- للحب جنون.
- جرح السنين.
- أمنا رويحة الجنة
- حال مناير
- الحب الحلال
- تعبت أرضيك
- آخر المطاف
- عبرة شارع